# Dupilo
Dupilo (en serbe cyrillique : Дупило) est un village du sud du Monténégro, dans la municipalité de Bar.

## Démographie

### Évolution historique de la population
| 1948 | 1953 | 1961 | 1971 | 1981 | 1991 | 2003 |
| ---- | ---- | ---- | ---- | ---- | ---- | ---- |
| 238  | 245  | 228  | 145  | 115  | 40   | 64   |